# حرش
حرش (وجمعها أحراش) هو مكان تنمو فيه شجيرات متوسطة الطول متباعدة نسبياً (أقل ارتفاعاً وكثافة من الغابة) يتواجد في المناطق شبه الرطبة وشبه الجافة. يتكون بفعل عوامل مناخية ناتجة عن متوسط معين من التساقط المطري أو عن تدخل الإنسان الذي يدمر الغابة من خلال أنشطته المتنوعة محولاً غطاءها النباتي إلى احراش وهي لاي أحد لا نفع لها ولا مرغوبة فيها.